# Hans-Werner Gensichen
Hans-Werner Gensichen (* 30. März 1915 in Lintorf; † 26. März 1999 in Heidelberg) war ein deutscher lutherischer Theologe, Missions- und Religionswissenschaftler und lehrte als Professor Religionsgeschichte und Missionswissenschaft an der Universität Heidelberg. 

## Leben
Hans-Werner Gensichen studierte in Leipzig, Königsberg und Tübingen evangelische Theologie. Er wurde Mitglied des Leipziger und Königsberger Wingolf sowie der Wingolfsverbindung Nibelungen zu Tübingen. 1950 habilitierte er sich im Fach Kirchengeschichte. Von 1948 bis 1952 war er Dozent für Kirchen- und Missionsgeschichte in Hamburg und gleichzeitig theologischer Mitarbeiter des Deutschen Evangelischen Missionsrats. Von 1952 bis 1957 lehrte er in Südindien in Tranquebar und in Madras Kirchen- und Religionsgeschichte. Von 1957 bis 1980 war er Professor  für Religionsgeschichte und Missionswissenschaft in Heidelberg. Von 1961 bis 1964 war Gensichen Afrika-Direktor des Theologischen Ausbildungsfonds (TEF) des  Ökumenischen Rates der Kirchen, von 1965 bis 1990 Vorsitzender der Deutschen Gesellschaft für Missionswissenschaft (DGMW) und von 1972 bis 1974 erster Präsident der International Association for Mission Studies (IAMS).

## Werk
Gensichen setzte sich vielfältig für die Entwicklung und Publikation kontextueller Theologien in Afrika, Asien und Lateinamerika ein sowie für eine adäquate Verhältnisbestimmung von Mission und Kultur; entsprechend zeichnete er die Missionsgeschichte der neueren Zeit mit veränderten Akzenten nach. Er schrieb zahlreiche Beiträge zur indischen Religionsgeschichte. In seiner theologischen Position unterschied sich Gensichen, obwohl grundsätzlich um Vermittlung bemüht, sowohl von der heilsgeschichtlichen Linie Walter Freytags als auch von der zu seiner Zeit herrschenden Missio Dei-Theologie: Letzterer hielt er die menschliche Verantwortung für das Hinaustragen des Evangeliums entgegen, die nicht in Gottes eigenem Tun verschwinden darf, erstere korrigierte er lutherisch durch den Vorrang des Glaubens vor der Hoffnung, ohne den Weltbezug beider zu verlieren: „Glaube für die Welt“ – so lautete 1971 der Titel seines wichtigsten theologischen Werkes – hält beides zusammen, auch gegen die Faszination einer Mission im Blick aufs Ende.
Aus der tiefgreifenden Krise der Mission im 20. Jahrhundert durch Weltkriege und Entkolonialisierung schloss Gensichen nicht auf die Unmöglichkeit einer neuen Missionstheologie, sondern auf die Notwendigkeit Theorie und Praxis in ihr kontinuierlich zu vermitteln. Sie dürfe nicht zur Rechtfertigung von allem, was in Missionswerken und jungen Kirchen geschieht, werden, aber auch nicht, wie Gensichen dies etwa bei Christiaan Johannes Hoekendijk am Werk sah, in theologischem Höhenflug die Praxis negieren. Die beiden Wesensmomente von Mission, ihren menschlichen und ihren göttlichen Aspekt, nannte Gensichen in Anlehnung an Lesslie Newbigin ihre „Intention“ und ihre „Dimension“.
Hermeneutik sah Gensichen in der Mission an zwei Orten in der Pflicht: einerseits in der aus der Schrift indirekt zu erschließenden „Hermeneutik der Sendung“, andererseits in der Begegnung mit den durch die Mission Angeredeten; nicht nur als Verstehen des Fremden in seiner Fremdheit, sondern auch als die Verwandlung des Fremden „ins Gemeinsame hin, in der man nicht bleibt, was man war“, wofür sich Gensichen auf Hans-Georg Gadamers philosophische Hermeneutik des Gesprächs bezog. Zum ethisch notwendigen Dialog der Religionen distanzierte Gensichen sich von polemisch vorschnellem Absolutheitsanspruch ebenso wie von der Erwartung einer erst aus dem Dialog hervorgehenden übergreifenden neuen Wahrheit.

## Ausgewählte Veröffentlichungen
- Das Taufproblem in der Mission. Bertelsmann Verlag, Gütersloh 1951.
- The Elements of Ecumenism, with an additional chapter on the Ecumenical Movement and the Eastern Orthodox Church by Nicolas Zernov. Christian Literature Society, Madras 1954.
- Damnamus. Die Verwerfung von Irrlehre bei Luther und im Luthertum des 16. Jahrhunderts. Lutherisches Verlagshaus, Berlin 1955.
- Die Kirche von Südindien. Ein Studienheft. Evang. Missionsverlag, Stuttgart 1957.
- Buddhistische Mission und christliches Zeugnis. MBK-Verlag, Bad Salzuflen 1959.
- Missionsgeschichte der neueren Zeit (= Die Kirche in ihrer Geschichte IV). Vandenhoeck und Ruprecht, Göttingen 1961. (Auch: 3., verbesserte und ergänzte Auflage 1976, ISBN 3-525-52383-1).
- Glaube für die Welt. Theologische Aspekte der Mission. Mohn Verlag, Gütersloh 1971, ISBN 3-579-04211-4.
- Mission und Kultur. Gesammelte Aufsätze. Herausgegeben von Theo Sundermeier und Wolfgang Gern. Kaiser Verlag, München 1985, ISBN 3-459-01595-0.
- Weltreligionen und Weltfriede. Vandenhoeck und Ruprecht, Göttingen 1985, ISBN 3-525-60620-6.
- Invitatio ad fraternitatem: 75 Jahre Deutsche Gesellschaft für Missionswissenschaft (1918–1993). Lit Verlag, Hamburg 1993, ISBN 3-89473-773-5.